# Stade Jules-Ladoumègue (Romorantin-Lanthenay)
Pour les articles homonymes, voir Stade Jules-Ladoumègue.
Le stade Jules-Ladoumègue, communément appelé Ladoumègue, est un stade de football situé à Romorantin-Lanthenay, en France dont le club résident est le Sologne olympique Romorantin.
En 2005, une seconde tribune est construite. Principal équipement sportif de la ville, l'enceinte accueille ponctuellement d'autres évènements sportifs ou culturels.

## Histoire

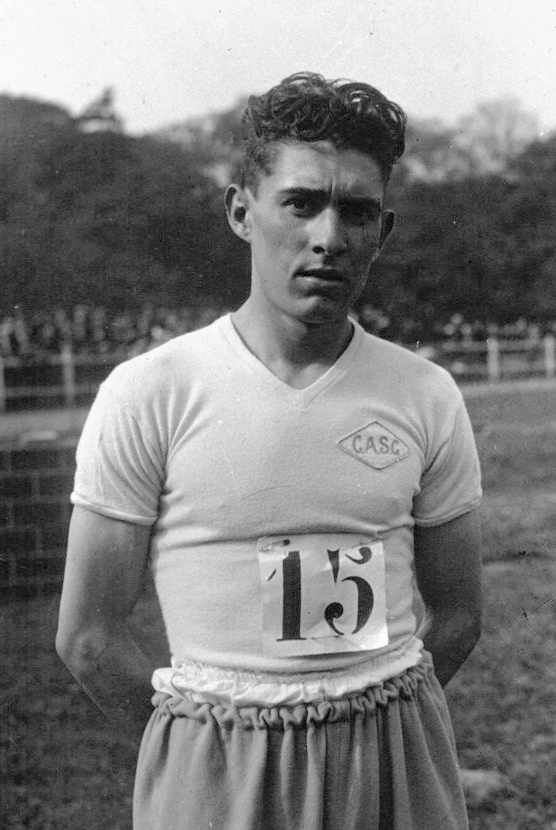
Jules Ladoumègue en 1929, à qui le stade doit son nom.

Le stade Jules Ladoumègue porte le nom du coureur de demi-fond vice-champion olympique du 1 500 m en 1928. Il est construit sous le mandat de maire de Jacques Thyraud.
En 2005, la Ville de Romorantin doit réhabiliter et restructurer le stade Jules-Ladoumègue afin d’accompagner la promotion sportive de son équipe de football en National (D3) depuis 2002. Une nouvelle tribune de 2 250 places assises est ainsi construite, tout comme un bâtiment qui regroupe l’infirmerie et diverses salles pour les sportifs et les officiels. La livraisons est prévue au printemps 2006 avec une enveloppe de 1,86 million d’euros. Le coût est payé à hauteur de 693 000 € par le Syndicat mixte du Pays de la Vallée du Cher et du Romorantinais,.

## Structure et équipements
Le stade Jules Ladoumègue est constitué de deux tribunes latérales : la tribune honneur qui ne couvre pas la longueur totale du terrain et la nouvelle tribune couverte.
En 2005, avec la construction de la nouvelle tribune de 2 250 places assises, la capacité augmente considérablement du stade.
Il contient 6 200 places dont 2 600 assises et couvertes.

## Utilisation du stade

### SO Romorantin, club résident
Le stade Jules-Ladoumègue et le terrain sur lequel il est construit sont la propriété de la ville de Romorantin-Lanthenay. Le club résident est, depuis la construction, le SO Romorantin. Le stade est « mis à disposition » gratuitement par la municipalité.

### Matchs internationaux jeunes
Avec d'autres stades de la région Centre-Val de Loire, celui de Romorantin accueille des rencontres des phases finales des championnats d'Europe des moins de 17 ans 2004 et féminin des moins de 19 ans 2008.
En juin 2013, l'enceinte accueille le match international de l'équipe de France de football des moins de 20 ans face à la Grèce. Le co-Président du SOR, Michel Cheminot explique que « c’est grâce à l’adjoint de Pierre Mankowski, Pascal Lafleuriel. Il entraine le club de 1988 à 1993 et le hisse du statut de club régional à celui d’équipe de niveau national. Pascal Lafleuriel permet au SOR de se positionner pour avoir le match, même s’il faut faire intervenir une entreprise pour transformer en billard une pelouse éprouvée par des semaines de pluie. Le match est géré « clef en main » par la FFF qui se déplace avec son staff, sa société de sécurité et sa billetterie. Le stade est plein, 2 800 spectateurs assis, et les Bleuets emmenés notamment par Pogba, Aréola et Umtiti l'emportent 3-1, devant 3 000 personnes au total et en direct sur Eurosport.
En mars 2017, Ladoumègue accueille le Tour Élite Européen U19 et les rencontres France-Bosnie et Israël-Bosnie. Les responsables du club et de la mairie accueillent une délégation de l'UEFA et de la Fédération française de football, organisateurs du tournoi, pour vérifier l'état du matériel. En effet, l'UEFA établit un cahier des charges très strict au club et à la Ville qui assument la logistique humaine et matérielle. Nettoyage des locaux, des tribunes, mise en place de signalétique, mais aussi vérification des poteaux, des filets, de l'extérieur du stade. Les services de la Ville, qui mobilisent une quinzaine de personnes, doivent aussi améliorer l'état du terrain qui a souffert après l'hiver.

## Affluences

### Record d'affluence
En 2009, un peu plus de 3 700 spectateurs viennent assister au 16e de finale de la Coupe de France face à Sedan.
Il est en passe d'être battu le samedi 4 janvier 2014 à l’occasion du 32e de finale de la Coupe de France contre le Toulouse FC. Les 2 800 places assises en tribune s'étant vendues en moins d'une journée, deux semaines auparavant. La veille au soir, 3 500 billets sont vendus. Les spectateurs sont finalement comptés aux alentours de 3 650.
| # | Match                  | Affluence | Année | Compétition                   | Sport    |
| - | ---------------------- | --------- | ----- | ----------------------------- | -------- |
| 1 | Romorantin-Sedan       | 3 701     | 2009  | 16e de finale Coupe de France | Football |
| 3 | Romorantin-Toulouse FC | 3 650     | 2014  | 32e de finale Coupe de France | Football |
| 3 | Romorantin-US Quevilly | 3 069     | 2005  | 16e de finale Coupe de France | Football |
| 4 | Romorantin-Tours FC    | 2 400     | 2004  | D3 (National)                 | Football |
| 5 | Romorantin-Tours FC    | 2 305     | 2008  | D3 (National)                 | Football |

### Affluence moyenne
Lors de la saison 2009-2010, une moyenne de 735 personnes se rendent à chaque match de CFA à domicile.
En 2016-2017, celle-ci tombe à 450 spectateurs.